# 月下の一群 (堀口大學)
月下の一群（げっかのいちぐん）は堀口大學の訳詩集であり、1925年（大正14年）第一書房より刊行された。この詩集は既に刊行されていた『昨日の花』（1918）、『失はれた宝玉』（1920）、『サマン選集』（1921）の三冊の中から選び抜かれた詩と新訳の詩集で構成されておりボードレール、ヴェレーヌ、ジャコブ、コクトー、ラディゲ、スーポーらのフランス近代詩人 66人の 340編の詩を長短おりまぜて収録している。『月下の一群』は「佐藤春夫におくる」と献辞されており、名訳としても名高く、松岡正剛の千夜千冊でも紹介されている。

## 収録作品
| 著者                         | 詩名 |
| ---------------------------- | --- |
| ポオル・ヴアレリイ           | 蜂 風神 慇懃 失はれた美酒 眠る女 仮死女 |
| ポオル・クロオデル           | 真昼の聖母 断章 |
| ギイヨオム・アポリネエル     | 毛虫 蝗 孔雀 蛸 蛇 野兎 二十日鼠 象 蚤 海猪 海月 海老 鯉 人魚 鳩 ミラボオ橋 サロメ 雪 一九〇九年 秋 69 村娘 出発 鐘 病める秋 獄中歌 小鳥が歌ふ 変化 末来 消えゆく韻致 露営のともし灯 狩の角笛 昨日 思ひ出 刺殺された鳩と噴水 |
| シヤルル・ヴヰルドラツク     | 兵卒の歌 酒を飲んでゐる二人の男 訪問 |
| アンドレ・サルモン           | 土耳古うた 川 夏の死 桃色の受領書 ダンス |
| ジユウル・ロオメエン         | 恋は巴里の色 |
| マツクス・ジヤコブ           | 石を前に歌へる 火事 地平線 牧歌 ナポリの女乞食 強者の秘伝 |
| レエモン・ラジゲ             | 昆虫あみ ドミノ 木像崇拝 軍服 窓硝子 屏風 頭文字 新聞 軍帽 ばらの花 柘榴水 貯金箱 |
| ジヤン・コクトオ             | シヤボン玉 犬は近くで吠え 手風琴 甲冑 グレコ 偶作 バツトリイ 三十歳になつた詩人 耳 踊り子 |
| ポオル・モオラン             | 恋慕流し |
| ジヤツク・バロン             | 黒つぐみ 人生万歳 |
| ロオヂエ・アラアル           | クラリス 懶惰 吝嗇 淫佚 慢心 ロオラ |
| ヂオルヂ・ガボリイ           | 酔つた小鳥 海景 海洋 ハムレツトの影 落葉の上に書く 同じ落葉の上に書く 造花 オペラ・コミツク |
| フイリツプ・スウポオル       | 生きてる友の墓誌銘 ほのほ |
| フランシス・ピカビア         | 黒奴 |
| イヴアン・ゴオル             | 太陽 時計塔 日ごと 出発 |
| フランシス・カルコ           | ああ！私は 嘆き ロマンチツク ヴエルレエヌぶり 身振狂言 女たち |
| ギイ・シヤルル・クロス       | 男ごころ レキサンブルグ公園で 十一月 黄昏 河岸で 昨夜私は飲み過ぎたらしい 雨がふつてゐる 五月の夕 遺書の代りに 光が空に消える 沈黙が さびしさ かの女が云ふ 小唄 リイド 五月の朝 後にまで 流れ さわやかな春夜 |
| 画家マリイ・ロオランサン     | 鎮静剤 馬 虎 小鳥 |
| 画家モオリス・ヴラマンク     | 踊り場 詩 冬 |
| ヴアンサン・ミユズリ         | 白鳥 河流 去り行く夏 蛇 |
| アンドレ・スピイル           | 公園へ 私の犬 聯想 催眠歌 人間、あまりに人間 朝 頬白鳥 太陽 春 雨 鴉 夕暮だ |
| トリスタン・クリングソオル   | 野ばら ボヘミヤ歌 窓かけ 鴉 鵲 死んだ薔薇 |
| アンリイ・ド・レニエ         | 思ひ出 唄（野山の上に） 唄（暗い林の） 唄（お前は思ひ出すか） 唄（明日はやがて） 唄（それは只の） 唄（かしこ声高き） 唄（若しも私が） 唄（歌ひ乍ら流れる） 唄（私は何も持たない） 黄色い月 |
| エミル・ヴエルアアレン       | 風車 今日の人に |
| ジヤン・モレアス             | われ身を比ぶ また秋の来て 小唄 ねがひ |
| ジユウル・ラフオルグ         | 新月の連禱 最後の一つ手前の言葉 ピエロの言葉 五分間冩生 |
| ボオドレエル                 | 秋の歌 幽霊 |
| ヴエルレエン                 | 秋の歌 われの心に涙ふる 暗く果なき死のねむり 風 若い哀れな牧人 青空 あかつきの星 哀歌 倫敦ブリツヂ |
| フイリツプ・ヴアンデルピル   | 死人の弥撒 プロロオグ アリエツト 途上の歌 |
| ルミ・ド・グウルモン         | 微笑 反歌 ブロンドの林 毛 柊 霧 雲 落葉 果樹園 庭 水車 寺 秋の歌 秋の女 レダ あらしの薔薇 黄昏 手 鎖 首環 腕環 指環 時計 女騎士への歌 十月の薔薇花 白薔薇を歌へる |
| ポオル・フオル               | 地上礼讃 この娘 やさしい歌 仏蘭西 輪踊り 幸福 夜明の歌 わが肖像 私は青い花を持つてゐる 巴里橋づくし 人の一生 見かけ ルミ・ド・グウルモン 行つておいで 空の色さへ エブリンのわれ等が茅屋 宵の歌 聖ドオニの頭 雨 何故にわれ等の子等は 巴里の一室 舟 |
| フランシス・ジヤム           | サマンに送る哀歌 哀歌（第七） 哀歌（第十四） 哀歌（第十七） 去年のものが 私に彼等が云ふた ブリユウジ市 他人が幸福である為の祈り 星を得る為の祈り 児の死なぬ為の祈り 苦痛を愛する為の祈り 驢馬と連れ立つて天国へ 家は薔薇の花で 私は驢馬を好きだ 古びた村 その頃 緑の水の岸 少女 人は云ふ 哀憐が私を殺す 雲が一線に 樹脂が流れる（その一） 樹脂が流れる（その二） 正午の村 お前は書いてよこした 雪のふる 聞け 雨の一滴が 人の云ふことを信ずる勿 私を慰めて呉れるな 炉ばたに足を投げ出して |
| アルベエル・サマン           | 水上奏楽 相伴 池畔逍遥 秋 涙 好愛 われは夢む クレオパトラ 夕暮（その一） 夕暮（その二） 夕暮（その三） 死市 真昼 村景 港の朝 小市夜景 秋 |
| ルネ・ヂオルヂヤン           | 水辺悲歌 |
| シヤルル・ゲエラン           | 円き月 夕暮の戸口 心 形と影 詩家の嘆き |
| シヤルル・ヴアン・レルベルグ | 夕暮の時が来ると 輪踊 私は君たちであり |
| フイリツプ・シヤヴアネエ     | 田舎 小曲 |
| ルネ・シヤリユ               | ロマノフ大佐 |
| ルヴエル・レニエ             | 私は苦しむ |
| ピエル・ルヴエルヂイ         | 旅人とその影 |
| カンタキユゼエン             | 人の一生 碑銘 |
| ガブリエル・ムウレイ         | 熱の枕 病の日 |
| アドルフ・レツテ             | 夜曲 |
| ルヰ・マンダン               | 女性 秋の夕暮の黎明 抒情発生 音楽と舞踏 |
| ジヨセフ・リヴイエエル       | 私は一人ぽつち |
| フエルヂナン・エロル         | 雪 |
| エプレエム・ミカエル         | 雨の薄暮 |
| レオン・ヂエルス             | 新月 |
| ル・ラツスウル・ド・ロンゼエ | お月さま |
| アンリ・ド・ボルニエ         | 風景 |
| ジヤンヌ・カチウル・メンデス | 蛍 |
| ロオラン・タイラツド         | 尼の如に青ざめて |
| ピエエル・ルヰス             | 最後の恋人（ビリチス） 朝の雨（ビリチス） |
| ジユリアン・ボカンス         | 徘体小詩 |
| エドモン・ロスタン           | 失題 |
| ノワイユ夫人                 | 幻影 若さ |
| ヂヨオルヂ・ヂユアメエル     | 介在の王国 |
| ジヤン・ラオオル             | さびしき小唄 月の中の漂泊人 |
| ジヤン・マルク・ベルナアル   | 今宵また（カイヤム） |
| モオリス・マグル             | 詩集のはじめに |
| ポオル・ヂエラルデイ         | 二元論 |
| アンドレ・ミレ               | 音楽 |
| ギイ・ロベエル・ロスタル     | 衝立 |
| フエルナン・グレツヒ         | 解脱唄 午後の月 |
| マラルメ                     | フオオヌの午後断章 幽霊 ためいき |

## 書誌情報
- 『月下の一群』第一書房、1925年9月。 NCID BA37330254。全国書誌番号:43047750。
- 『新篇 月下の一群』第一書房、1928年10月。 NCID BN11255483。全国書誌番号:47020103。
- 『月下の一群』白水社、1952年10月。 NCID BN11405269。全国書誌番号:52012523。
- 『月下の一群』新潮社〈新潮文庫〉、1955年6月。 NCID BN05072569。全国書誌番号:55004902。
- 『月下の一群』日本近代文学館〈名著複刻全集近代文学館〉、1969年4月。 NCID BN07366072。全国書誌番号:75003188。
- 『月下の一群』日本近代文学館〈名著複刻詩歌文学館 連翹セット〉、1980年4月。 NCID BN08371839。全国書誌番号:81034532。
- 「月下の一群」『堀口大學全集 第2巻 訳詩』小沢書店、1981年10月。 NCID BN00280569。全国書誌番号:82004521。
- 「月下の一群」『堀口大學全集 第2巻 訳詩』日本図書センター、2001年12月。 NCID BA61199101。全国書誌番号:20260636。上記の復刻
- 『月下の一群』解説 窪田般彌、講談社〈講談社文芸文庫〉、1996年2月。 NCID BN13984098。全国書誌番号:96044728。
- 『月下の一群』解説 安藤元雄、岩波書店〈岩波文庫〉、2013年5月。 NCID BB12445672。全国書誌番号:22261676。

## 合唱曲
『月下の一群』をテキストにして、1977年以降南弘明が作曲した男声合唱曲集（フランスの詩による男声合唱曲集「月下の一群」）がある。

### 収録作品
- 第1集 （1977年、広島県・崇徳高校グリークラブ委嘱）[6]
  - 小曲　フィリップ・シャヴァネックス作詩
  - 輪踊り　ポール・フォール作詩
  - 人の言うことを信じるな　フランシス・ジャム作詩
  - 海よ（催眠歌）　アンドレ・スピール作詩
  - 秋の歌　ポール・ヴェルレーヌ作詩 - 昭和60年度全日本合唱コンクール課題曲
- 第2集 （1984年、広島県・崇徳高校グリークラブ委嘱）[7]
  - 雨の巷に　ポール・ヴェルレーヌ作詩
  - あの娘　ポール・フォール作詩
  - 夜曲　アドルフ・レッテ作詩
  - 十月の薔薇　ルミ・ド・グールモン作詩
  - 冬　モーリス・ヴラマンク作詩
- 第3集 （1985年、上智大学グリークラブ・南山大学メイルクワイヤー委嘱）[8]
  - 唄　アンリー・ド・レニエ作詩
  - 太陽　アンドレ・スピール作詩
  - シャンソン　ギー・シャルル・クロス作詩
  - 輪踊り　シャルル・ヴァン・レルベルク作詩
  - 人の一生　シャルル・アドルフ・カンタキュゼーヌ作詩

### 楽譜
第1集、第2集は音楽之友社が出版したがのちに絶版となり、第3集は当初より未出版だった。2022年にパナムジカが第1～3集揃って復刻版を出版している。